# Osvobození Bruselu (1944)

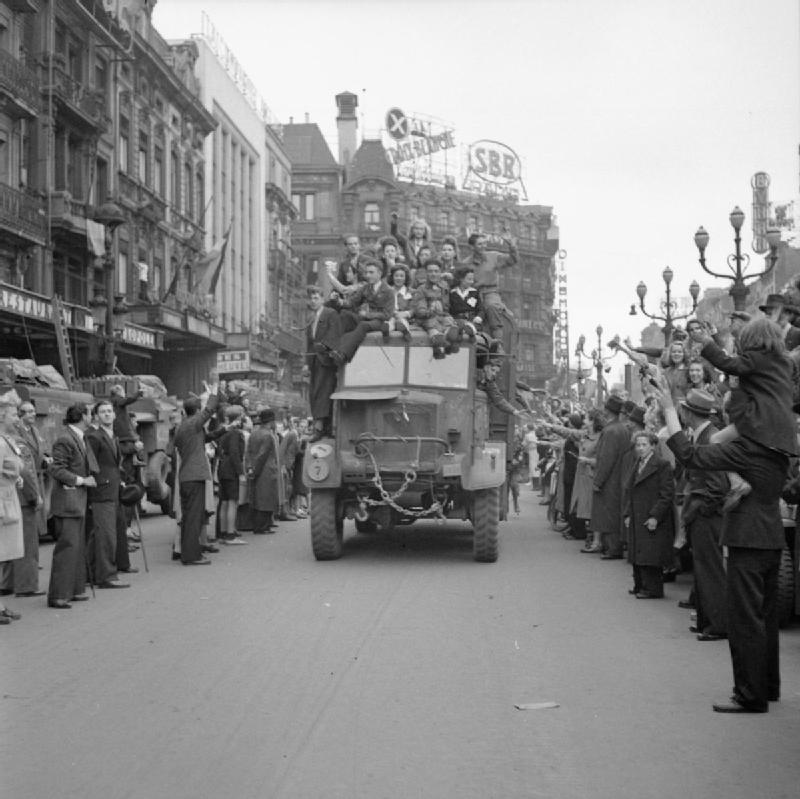
Britská armáda na náměstí De Brouckère v centru Bruselu.

Osvobození Bruselu se uskutečnilo dne 3. září 1944. Bylo součástí rozsáhlé kampaně na západní frontě, během níž se spojenci rozhodli obsadit území Belgie a zatlačit Němce dále na východ. Brusel osvobodily jednotky Velšské gardy britské armády. Do města také dorazily i jednotky kanadské a americké armády.
Operace osvobození belgické metropole byla možná díky úspěšnému přechodu řeky Seiny ve Francii britskou armádou. Poté již Britové postupovali ohromnou rychlostí; ustupující německá armáda jim v podstatě nekladla žádný odpor. Dne 11. září dorazila americká armáda až k Cáchám. 
Brusel byl osvobozen 3. září ve večerních hodinách za mohutného nadšení místního obyvatelstva. Německá správa se ve snaze zničit veškeré informace o svých aktivitách rozhodla zapálit budovu justičního paláce, která sloužila jako sklad. Mohutný požár se místní bruselané snažili neúspěšně uhasit. V podzemí paláce se nedlouho poté našlo velké množství potravin a luxusního zboží.
Obyvatelé čtvrti Marolles uspořádali dne 10. září satirický pohřeb Adolfa Hitlera.
Dne 8. září se poprvé po čtyřech letech zasedala v Bruselu belgická vláda premiéra Huberta Pierlota, která se vrátila z exilu v Londýně. Belgie se tak stala první zemí v západní Evropě, jejíž vláda se vrátila do vlasti. O dva dny později bylo v Bruselu zřízeno velitelství Spojeneckých expedičních sil (SHAEF), které dohlíželo na přítomnost spojeneckých vojsk na belgickém území. Britské a americké jednotky následně pomáhaly se zásobováním civilního obyvatelstva a udržování pořádku ve městě. 
Na počest osvobození britskou armádou nese náměstí ve východní části metropole název Place Montgomery podle generála Bernarda Law Montgomeryho. 